# 齋藤慧
齋藤 慧（さいとう けい、1996年2月20日 - ）は、日本のショートトラックスピードスケート選手である。神奈川県相模原市出身、光明学園相模原高等学校卒業、神奈川大学人間科学部、体育会スケート部スピードスケート部門所属。

## 経歴
長女仁美、長男悠、次男慧　三男駿の四兄（姉）弟揃ってのスケート選手として知られる。相模原市にあるスケートリンク「銀河アリーナ」でスケートを始める。趣味は釣りであり、FACEBOOKには早朝の海釣りなどが投稿されている。

### ドーピング問題
- 2018年の平昌オリンピックにショートトラック日本代表の一員として出場予定であったが[3]、2018年2月4日江陵（カンヌン）選手村で受けたドーピング検査にて利尿作用のある禁止薬物・アセタゾラミド陽性反応が出たため、選手村を離脱した[4]。
- CAS（スポーツ仲裁裁判所）はドーピング陽性反応で齋藤を暫定資格停止とした。審理手続きを継続し、大会後に最終的な裁定結果を出すことにした。[5]
- 日本オリンピック委員会（JOC）は2018年1月29日に日本国内での合宿中に受けた検査では齋藤は陰性であったことを明かしている[6]。
- 齋藤本人は2018年2月13日「今回の結果については身に覚えのないことで不可解であると感じ、自身の身の潔白を証明するために、戦っていきたいと考えているんですが、今、それを要求することはオリンピックを戦うチームの皆に迷惑をかけると思ったので、決定を受け入れ、自発的に選手村を出て、チームを離脱することにしました」とコメントを発表した[7]。
- 禁止物質のアセタゾラミドは日本では市販で購入できるものではなく、医師の処方が必要な医療用の医薬品の成分に含まれるとされる。[8]
- 齋藤本人は「無意識に（禁止薬物成分を）摂取することがないよう、けがをした時や体調を崩した時に病院で処方される薬については、事前に専門家に相談していましたし、日常の食事や飲み物にも気を付けていました。」とする。一方で、日本選手団の斎藤泰雄団長が2018年2月13日メインプレスセンターで会見した際には「韓国に到着した2018年2月4日に選手村から練習するためにリンクへ向かった。リンクのアスリートラウンジで軽食は口にした。選手村に戻ってから水程度を飲んで就寝しようとしたところ、検査官が来たと聞いている。選手村の外には出ていない」と明かしている[9]。
- 松田丈志（日本アンチ・ドーピング機構・アスリート委員・競泳元日本代表）が2018年2月14日出演のTV番組スッキリ (テレビ番組)(日本テレビ)で「斎藤選手を信じれば、知らずにうっかりしたか、以前にあったカヌーの事件のように、第三者から故意に摂取されてしまったという可能性もあります」「齋藤選手は2018年1月29日に陰性だったのに、わざわざ五輪が始まる時期にアセタゾラミドを取るメリットがありません。」とメリットの不存在と第三者から故意に摂取された可能性を指摘した[10]。
- 2018年3月1日、日本スケート連盟の橋本聖子会長は自由民主党スポーツ立国調査会において、齋藤のドーピング陽性反応がアメリカ製の使い捨てタイプのコンタクトレンズの保存液が鼻から体内に入ったことによって生じた可能性があると報告した[11]。これに対して同年3月6日、一般社団法人日本コンタクトレンズ協会は加盟会社43社に確認したところ、保存液に禁止薬物は配合されていないことが判明したとの報道発表を行った[12]。